# Pálfalu
Pálfalu (más néven Liptópálfalva, szlovákul Pavlova Ves) község Szlovákiában, a Zsolnai kerületben, a Liptószentmiklósi járásban.

## Fekvése
Liptószentmiklóstól 6 km-re északnyugatra.

## Története
1469-ben „Pawlowa vieska” néven említik. A likavai uradalomhoz tartozott, majd a Pongrácz és Kubinyi családé volt. A 17-18. században a Pongrácz és Kubinyi családok birtoka. A 18. századtól sörfőzde és szeszfőzde működött a községben, ezen kívül teknővályók, kosárfonók, takácsok, fazsindelykészítők dolgoztak itt. 1715-ben malom és 12 adózó háztartás volt a településen. 1784-ben 47 házában 385 lakos élt.
A 18. század végén Vályi András így ír róla: „PÁLFALVA. Paulovce. Tót falu Liptó Vármegyében, földes Ura a’ Királyi Kamara, lakosai külömbfélék, fekszik Nagy Bobróczhoz közel, mellynek filiája, földgyének 1/6 része sovány, és 1/3 része nehezebb mivelésű, legelője elég, 5/6 része termékeny, 2/3 része könnyü mivelésű, keresettye van kézi, és kivált szekeresi munkával, első osztálybéli.”
1828-ban 56 háza és 532 lakosa volt. Lakói mezőgazdasággal, ácsmunkákkal, fuvarozással foglalkoztak.
Fényes Elek 1851-ben kiadott geográfiai szótárában így ír a faluról: „Pálfalva (Pavlova Vess), tót falu, Liptó vmegyében, 330 kath., 202 evang. lak. Meglehetős föld; szép erdő. Lakosai sok sört, pálinkát főznek, s az alsó vidékre fuvarba járnak. F. u. a kamara. Ut. p. Okolicsna.”
A trianoni diktátumig Liptó vármegye Liptószentmiklósi járásához tartozott.
1945 tavaszán a németek a partizánok támogatása miatt a falut felégették.

## Népessége
| Év:            | 1994. | 2004.    | 2014.   | 2024.    |
| -------------- | ----- | -------- | ------- | -------- |
| Emberek száma: | 281   | 252      | 251     | 281      |
| Eltérés:       |       | -10,32 % | -0,39 % | +11,95 % |

| Év:            | 2023. | 2024.   |
| -------------- | ----- | ------- |
| Emberek száma: | 284   | 281     |
| Eltérés:       |       | -1,05 % |

1910-ben 270, túlnyomórészt szlovák lakosa volt.
2001-ben 283 lakosából 278 szlovák volt.
2011-ben 248 lakosából 233 szlovák.